# The Neighbourhood
The Neighbourhood (estilitzat com THE NBHD) és un grup de música alternativa pop/rock format a l'agost de 2011. La banda està formada pel vocalista Jesse Rutherford, els guitarristes Jeremy Freedman i Zach Abels, el baterista Brandon Fried i el baixista Mikey Margott. Després de llançar tres EPs; I'm Sorry..., The Love Collection i Thank You, The Neighbourhood va publicar el seu primer àlbum, I Love You., el 23 d'abril de 2013, a través de Columbia Records. El 16 de gener de 2014, la banda va anunciar que l'anterior baterista Bryan Sammis deixava la banda per seguir una carrera musical en solitari. Al novembre de 2014, The Neighbourhood va llançar un mixtape titulat #000000 & #FFFFFF. El segon àlbum de la banda, Wiped Out! va sortir a la venda el 30 d'octubre de 2015. Com a tercer àlbum d'estudi, The Neighbourhood va sortir a la venda el 9 de març de 2018. El 25 de setembre de 2020 es publicà el cuart àlbum del grup, titulat Chip Chrome & the Mono-Tones.

## Història
Els membres de la banda van triar el nom britànic de «neighbourhood» per un consell del seu mánager, amb la finalitat de distingir-se d'una banda que ja utilitzava la paraula americana «neighborhood». A principis de 2012, The Neighbourhood va llançar «Female Robbery» i «Sweater Weather». Al maig de 2012, la banda va donar a conèixer un EP autoeditat titulat I'm Sorry..., produït per Justyn Pilbrow. El video pel senzill «Sweater Weather» va ser llançat el 5 de març de 2013. El 27 de juny 2013 van interpretar en viu la cançó al programa Jimmy Kimmel Live. «Sweater Weather» també va arribar a ser número 1 a la llista Alternative Songs de Billboard a principis de juny de 2013. L'àlbum debut de la banda, I Love You., va ser llançat el 23 d'abril de 2013 i va entrar en el lloc número trenta-nou dins la llista de Billboard 200. Rolling Stone ja havia estrenat I Love You. el 16 d'abril a la seva pàgina web, i el van descriure com a «atmosfèric». La banda és coneguda per les seves imatges en blanc i negre, com es veu en tota la seva música, obres d'art, i vídeos. Últimament han estat usant colors forts RGB.
The Love Collection, EP llançat l'any 2013, està format per tres cançons; "West Coast", "No Grey" i "$ting". Va sortir a la venda en vinil.
A l'abril de 2014, The Neighbourhood va llançar el senzill «Honest». Aquest senzill formaría part de la banda sonora de The Amazing Spider-Man 2: Rise of Electro (2014). Durant el novembre del 2014, el grup va publicar un mixtape titulat #000000 & #FFFFFF (els codis de color HTML del Blanc i del Negre). Aquell mateix any van anunciar a través de twitter que el single «Sweater Weather» havia rebut la certificació de platí als Estats Units.
The NBHD o The Neighbourhood, significa barri - en l'escriptura anglesa malgrat l'origen nord-americà de la banda - és el nom d'un quintet californià. Armat amb melodies indie pop amb una mica de rock i, fins i tot, hip-hop comença a conquistar el seu país sencer i mercats com Europa i Austràlia. És possible interpretar que el nom prové de l'eterna associació de barri amb el gènere indie del grup.
Amb dos EPs editats de manera independent entre 2012 i 2013, la banda va cridar l'atenció de Columbia Records. Sota aquest segell va llançar I Love You, disc que inclou alguns temes dels seus treballs previs. Com ara «Female Robbery» i «Sweater Weather»
Els seus vídeos es caracteritzen per una estètica retro plena de blanc i de negre. Els liderats pel cantant i compositor Jesse Rutherford presenten, al llarg de les 11 cançons del seu àlbum debut, un viatge sonor atmosfèric. Cançons que transmeten moments foscos i, algunes, moments alegres, i amb melodies que semblen dissenyades per acompanyar les imatges sense color de tot el seu material visual. Es diu que l'estil blanc i negre és degut també a la acromatopsia que pateix el vocalista de la banda, Jesse Rutherforld.

## Integrants
Membres actuals
- Jesse Rutherford: veu
- Zach Abels: guitarra
- Michael «Mikey» Margott: baix
- Jeremy Freedman: guitarra
- Brandon Fried: bateria

Membres anteriors
- Bryan Sammis: bateria

## Discografia
Àlbums d'estudi
- 2013: I Love You
- 2015: Wiped Out!
- 2018: The Neighbourhood (àlbum) + Deluxe Edition
- 2018: Hard To ImagineThe Neighbourhood Ever Changing
- 2020: Chip Chrome & the Mono-Tones

EPs
- 2012: I'm Sorry...
- 2012: Thank You,
- 2013: The Love Collection
- 2017: Hard - EP[10]
- 2018: To Imagine - EP[11]
- 2018: Hard To Imagine - EP[12]
- 2018: Ever changing - EP

Mixtapes
- 2014: #000000 & #FFFFFF

Senzills
- 2012: «Female Robbery»
- 2012: «Sweater Weather»
- 2013: «Let It Go»
- 2013: «Afraid»
- 2014: «#icanteven»
- 2015: «R.I.P 2 My Youth»
- 2015: «The Beach»
- 2015: «Prey»
- 2015: «Cry Baby»
- 2016: «Daddy Issues»
- 2017: «Scary Love»
- 2017: «Stuck with me»
- 2018: «Void»
- 2018: «Nervous»
- 2019: «Middle of Somewhere»
- 2019: «Yellow Box»
- 2020: «Cherry Flavoured»
- 2020: «Lost in Translation»
- 2020: «Stargazing»

### Vídeos musicals
| Títol                 | Any/Director(és)                              |
| --------------------- | --------------------------------------------- |
| «Female Robbery»      | (2012) Dirigit per ENDS                       |
| «Let It Go»           | (2012) Dirigit per ENDS                       |
| «A Little Death»      | (2012) Dirigit per ENDS                       |
| «Sweater Weather»     | (2013) Dirigit per ENDS                       |
| «Afraid»              | (2013) Dirigit per ENDS                       |
| «#icanteven»          | (2015) Dirigit per Eif Rivera                 |
| «Dangerous»           | (2015) Dirigit per Jake Janisse               |
| «warm»                | (2015) Dirigit per Dexter Navy                |
| «RIP 2 my youth»      | (2015) Dirigit per Hype Williams              |
| «Daddy Issues»        | (2016) Dirigit per Warren Kommers             |
| «Scary Love»          | (2018) Dirigit per Jennifer Juniper Stratford |
| «Middle of Somewhere» | (2019) Dirigit per Alex McDonell              |